# Den heliga lågan
Den heliga lågan (originaltitel: Keeper of the Flame) är en amerikansk film från 1943, i regi av George Cukor och med Spencer Tracy och Katharine Hepburn i huvudrollerna. Donald Ogden Stewart skrev manus efter en outgiven bok av I. A. R. Wylie.
Filmen omgärdades av en hel del problem, då bland annat republikanska politiker fann filmen propagandistisk, politiskt vänstervriden, och oamerikansk på grund av dess antydan att fascistiska strömningar även kunde finnas i USA:s maktcentra i en tid då andra världskriget fortfarande pågick. Filmkritiker klagade i vissa fall på att filmen var ojämn tempomässigt. Det var en av de minst populära filmer som radarparet Katharine Hepburn och Spencer Tracy gjorde tillsammans.

## Handling
Journalisten Stephen söker upp Christine, änkan till den amerikanska nationalhjälten Robert Forrest. Forrest har nyss avlidit i en bilolycka, och Stephen tänker nu skriva en hyllande biografi om honom. Men Stephen blir snart misstänksam och börjar fundera på om Christine döljer någonting viktigt för honom. Han kommer sanningen närmare när han talar med andra personer som kände Robert.

## Rollista
- Spencer Tracy - Stephen O'Malley
- Katharine Hepburn - Christine Forrest
- Richard Whorf - Clive Kerndon
- Margaret Wycherly - gamla fru Forrest
- Forrest Tucker - Geoffrey Midford
- Frank Craven - Dr. Fielding
- Stephen McNally - Freddie Ridges
- Percy Kilbride - Orion Peabody
- Darryl Hickman - Jeb Rickards
- Donald Meek - Arbuthnot
- Howard da Silva - Jason Rickards